# Кульчинський Ярослав Сергійович
Кульчинський Ярослав Сергійович (30 липня 1936, с. Дермань, Здолбунівський район, Рівненська область) — український співак (баритон), соліст Рівненської філармонії, педагог, громадський діяч. Заслужений артист УРСР (1980).

## Життєпис
Кульчинський Ярослав Сергійович народився в сім'ї священника. У 30-40-х роках ХХ ст. родина мешкала в різних селах на Волині, постійно переїжджала, а у 1947 році — повернулась у Дермань. У 1954 році закінчив Дерманську середню школу. У 1955—1957 роках був призваний до лав Радянської Армії.
У 1958—1962 роках навчався на вокальному відділенні в Архангельському музичному училищі. У 1967 році закінчив Харківський інститут мистецтв (викладач — Віктор Монахов). З 1967 року працював викладачем постановки голосу у Сумському музичному училищі. З 1971 року — був солістом-вокалістом ансамблю пісні і танцю Балтійського флоту, з 1972 — солістом Закарпатської державної філармонії (м. Ужгород). З 1975 року — викладач Сарненської музичної школи (Рівненська обл.), з 1977 року — старший викладач кафедри хорового диригування Рівненського культосвітнього факультету Київського державного інституту культури.
У 1979—1993 роках — соліст Рівненської філармонії. Виступав дуетом з солісткою філармонії Людмилою Гуровою. Брав участь у створенні літературно-музичних програм «За думою дума», «Лесина пісня», «З піснею в серці», програм, присвячених творчості українських і зарубіжних композиторів:
- класикам Людвігу ван Бетховену, Йоганну Себастьяну Баху, Георгу Генделю, Йоганнесу Брамсу, Роберту Шуману, Францу Шуберту, Джузеппе Верді, Михайлу Глінці, Сергію Рахманінову;
- старовинній українській музиці Михайла Калачевського, Григорія Сковороди, Дмитра Бортнянського;
- сучасних композиторів Іштвана Мартона, Миколи Колесси, Андрія Штогаренка, Сергія Козака, Дезидерія Задора, Петра Гайдамаки, Георгія і Платона Майбород, Михайла Жербіна, Констянтина Данькевича, Ігоря Шамо, Олександра Білаша[2].

У 1978—1987 роках — соліст капели Рівненського інституту культури під керівництвом Володимира Пекара.
З 1993 р. — доцент кафедри пісенно-хорової практики і постановки голосу Рівненського державного педагогічного інституту.

## Репертуар
- арії з опер Дж. Верді, О. Бородіна, П. Чайковського
- романси П. Чайковського, С. Рахманінова, М. Глінки
- «Гетьмани, гетьмани» (з поеми «Гайдамаки») М. Лисенка із серії музика до "Кобзаря"Т. Шевченка
- «Україно, Україно» Г. Давидовського
- українські народні пісні

## Громадська діяльність
З 14 жовтня 1989 року — член правління обласного осередку Товариства української мови імені Тараса Шевченка (обраний на обласній Установчій конференції). Організація займалась патріотично-просвітницькою діяльністю. Тісно співпрацював з «Просвітою». Влаштовувались гастрольні поїздки по Україні, де виконувались повстанські пісні та твори, заборонені радянським режимом.

## Сім'я
- Онука Кульчинська Ольга Сергіївна — українська оперна співачка